# My Head & My Heart
"My Head & My Heart" é uma canção da cantora norte-americana Ava Max, gravada para seu álbum de estreia Heaven & Hell (2020). Foi lançada como nono single do álbum pela Atlantic Records em 19 de novembro de 2020. A canção foi escrita por Max Aleksey Potekhin, Madison Love, Sergey Zhukov, Thomas Errikson, Tia Scola e Henry Walter, enquanto a produção foi realizada por este último, com Earwulf e Jonas Blue. A canção contém samples de "Around the World (La La La La La)" (1999), da ATC.

## Antecedentes e desenvolvimento
Sobre o desenvolvimento da canção, Max revelou: "Eu estive trabalhando em 'My Head and My Heart' no estúdio neste outono e esperando o momento certo para compartilhá-la". A canção é supostamente o primeiro lançamento da edição deluxe de seu álbum de estreia Heaven & Hell.